# Саобраћај у Холандији
Холандија спада у најразвијеније земље Европе, које се пружају кроз више важних европских географских области (Северна европска низија, долина Рајне, велики излаз на Северно море). Посебно је значајна област Рандстат, на ушћу најпрометније европске реке Рајне у Северно море. Саобраћај у Холандији је веома развијен и густ, па су многе природне препреке, попут бројних залива, већ одавно савладане саобраћајном мрежом.
Холандија има развијен друмски, железнички, ваздушни и водни саобраћај. Најважније саобраћајно чвориште је већ споменута област Рандстат, коју својим кружним размештајем образују градови попут Амстердама, Ротердама, Хага, Лајдена и Утрехта.

## Железнички саобраћај
У Холандији нема великог државног предузећа, надлежног за управу над железницом, већ уместо тога постоји велики велики број железничких предузећа у приватном власништу, које надгледа државна агенција Прорејл.
Укупна дужина железничке мреже стандардног колосека у Низоземској је 2.809 km (2001), од чега је електрификовано 2.061 km железнице или 73% целокупне мреже. Такође, целокупна мрежа је стандардног колосека. Постојеће пруге двоструког или вишеструког колосека су преовлађујуће, односно на једноколосечне пруге отпада свега 1/3 мреже или 931 km.
Ово значи да највећи број места има приступ железници, а да сваки град има приступ брзим линијама. Током 2007. године превезено је 438 милиона путника. У Холандији постоји 4500 железничких мостова, од којих су њих 86 покретни. И железничка мрежа и возови су савремени и добро искоришћени, захваљујући великој учесталости возова, која иде и до 8 до 10 полазака у току једног часа. Постоје две главне поделе возова:
- Месни возови (тзв. ) - стају на свим станицама
- Брзи возови (тзв. ) - стају на скоро свим станицама (ускоро ће бити укинути)
- Међуградски возови (intercity или ИЦ) - стају само на станицама великих градова

Најзначајније пруге су оне којима се крећу међуградски возови или ИЦ возови. Неке пруге и возови су прилагођени великим брзинама. То су следеће пруге:
- Betuweroute пруга, Ротердам - Утрехт - Арнем - граница са Немачком, пруга у коришћењу
- Hemboog пруга, Амстердам-Схипхол - Амстердам-центар - Алкмар, пруга у коришћењу
- Gooiboog пруга, Хилверсум - Нарден - Алмере, пруга у коришћењу
- Utrechtboog пруга, Амстердам-Схипхол - Утрехт, пруга у коришћењу
- Zuid пруга, Амстердам-Схипхол - Ротердам - Бреда - граница са Белгијом, пруга у изградњи
- Hanzelijn пруга, Лелистад - Дронтен - Кампен - Зволе, пруга у изградњи
- Maastricht пруга, Мастрихт - граница са Белгијом

Највећа железничка чворишта су велики градови, нарочито Утрехт, Амстердам и Ротердам. Ови градови имају метро систем (погледати: Амстердамски метро, Ротердамски метро), а такође и трамвајски систем и приградску железницу. Превоз трамвајима и приградском железницом постоји и у Хагу, Утрехту, Делфту и Хаутену.
Поред тога, постоји и тзв. „ноћни воз“ који саобраћа великом учесталошћу кроз значајне градове Рандстата (Ротердам, Делфт, Хаг, Лајден, аеродром Схипхол, Амстердам, Утрехт), да би викендом ова линија продужила и до удаљенијих градова на југу (Дордрехт, Бреда, Тилбург, Ајндховен).
Железничка веза са суседним земљама:
- Немачка - да
- Белгија - да

Поред тога, постоје директни возови до одредишта у Белгији, Немачкој, Француској, Швајцарској и Аустрији.

## Друмски саобраћај
Укупна дужина друмских путева у Низоземској је 125.575 km, од тога 113.018 km (90%) са чврстом подлогом (1998. година). Дужина ауто-путева је знатна, 2.235 km, што је и особено за густо насељене земље попут Низоземске. Низоземска је била међу првим државама, које су градиле ауто-путеве, а данас их има „у сваком кутку“ државе. Чести су и ауто-путеви са три коловозне траке у једном смеру. У прилог развоју ауто-путне мреже иде и податак да је обичним аутомобилима коришћење ауто-путева бесплатно, чиме се са друге стране знатно растерећује саобраћајна друмска мрежа по насељеним местима.
Данашњи државни ауто-путеви повезују све важније градове у држави и окружењу. Многи ауто-путеви прате линије главних железница. Они се углавном пружају трасама Европских коридора, а носе двозначне називе „А+број“. Постоји много ауто-путева, а неки од њих су краћи и од 20 km. У ауто-путеве се убрајају и ауто-путни прстени око велеграда, као и везе између блиских важних и дугачких ауто-путева. И путна мрежа нижег ранга је веома савремена.
Најважнији државни ауто-путеви су:
- Ауто-пут А1, Амстердам - Хилверсум - Амерсфорт - Апелдорн - Деветер - Хенгело - граница са Немачком, укупна дужина 157 km.
- Ауто-пут А2, Амстердам - Утрехт - Хертогенбос - Ајндховен - Мастрихт - граница са Белгијом, укупна дужина 213 km.
- Ауто-пут А4, Амстердам - Аеродром Схипхол - Лајден - Хаг - Делфт - Флардинген - Хогфлит - Берген оп Зом - граница са Белгијом, укупна дужина 119 km из неколико деоница подељених морским заливима.
- Ауто-пут А6, Алмере - Лелистад - Емелорд - Јоуре, укупна дужина 101 km.
- Ауто-пут А7, Амстердам - Харлинген - Леверден - Гронинген - граница са Немачком, укупна дужина 253 km.
- Ауто-пут А9, Амстердам - Харлем - Алкмар, укупна дужина 96km.
- Ауто-пут А10, ауто-путни „прстен“ око Амстердама, укупна дужина 32 km.
- Ауто-пут А11, Хаг - Хауда - Утрехт - Арнем - граница са Немачком, укупна дужина 137 km.
- Ауто-пут А13, Хаг - Делфт - Ротердам, укупна дужина 17 km.
- Ауто-пут А15, Ротердам - Дордрехт - Најмеген - граница са Немачком, укупна дужина 203 km.
- Ауто-пут А16, Ротердам - Дордрехт - Бреда - граница са Белгијом, укупна дужина 56 km.
- Ауто-пут А20, ауто-путни „прстен“ (кружни пут) око Ротердама, укупна дужина 39 km.
- Ауто-пут А27, Бреда - Утрехт - Хилверсум - Алмере, укупна дужина 109 km.
- Ауто-пут А28, Утрехт - Амерсфорт - Зволе - Асен - Хронинген, укупна дужина 187 km.
- Ауто-пут А31, Харлинген - Леверден, укупна дужина 67 km.
- Ауто-пут А32, Леверден - Мепел, укупна дужина 63 km.
- Ауто-пут А35, Енсхеде - Хенгело - Алмело, укупна дужина 119 km.
- Ауто-пут А50, Ајдховен - Арнем - Апелдорн - Зволе, укупна дужина 151 km.
- Ауто-пут А58, Ајдховен - Тилбург - Бреда - Берхен оп Зоум - Флисинген, укупна дужина 146 km.
- Ауто-пут А59, Вилемстад (Холандија) - Хертогенбос - Ос, укупна дужина 121 km.
- Ауто-пут А59, граница са Белгијом - Ајндховен - Венло - граница са Немачком, укупна дужина 75 km.
- Ауто-пут А73, Најмеген - Венло - Мастрихт, укупна дужина 114 km.

## Водени саобраћај
Низоземска је приморска земља, која излази великом дужином на Северно море и поседује велике луке, најчешће смештене на проширена ушћа већих река у море. Најважнија лука је Ротердам, највећа лука Европе, налази се на месту где Рајна утиче у Северно море. Ова лука се пружа дужином од 20-25 km од самог ушћа реке до градског језгра Ротердама и последњих деценија се својим растом ка слободном простору постепено удаљава од града. Најновији део луке и најдаљи од града се назива Европорт, што симболише важност ротердамске луке за целу Европу.
Поред луке у Ротердаму, постоји више значајних лука на мору или на ушћима река. Њихов значај је више ослоњен на услове у Низоземској. То су: Амстердам, Ден Хелдер, Дордрехт, Хронинген, Харлем, Флисиген.
Поред поморског саобраћаја Низоземска се може истом мером похвалити веома развијеним речним и каналским саобраћајем. Свака низоземска река која је имала услове да постане пловна постала је људских радом, а тамо где то није било могуће прокопавани су вештачки канали и грађени насипи. По последњим проценама дужина унутаркопнених пловних путева у Низоземској је чак 5046 km, од чега је 47% може примити бродове средње величине.
Низоземски канали се као нигде другде у свету користе за месни и међуградски превоз фериботима различитих величина. Мрежа канала у Низоземској повезана је и са мрежама канала у Белгији и Немачкој. Значајно је и то што канали обично пролазе кроз историсјка језгра градова, па је могућ веома лак превоз из средишта једног град у средиште другог. Посебно су познати канали Амстердама, Лајдена, Харлема, Алкмара, Хронингена. Најпознатији канали у држави су:
- Канал Амстердам - Утрехт - Рајна
- Јулијанин канал - Мастрихт - доња Меза
- Харлемски канал - између Харлема и Амстердама, којим се холандска престоница везује за море
- Канали Амстердама - туристички и превозни значај

Река Рајна сматра се „кичмом“ Низоземске, јер пролази кроз најнасељенији и привредно најбитнији део земље и кроз неколико најважнијих градова и градских подручја (Рандстат са Ротердамом при ушћу реке, градско подручје Утрехта, двограђе Арнем - Најмеген). Данас је тешко разликовати стари ток реке од многобројних канала, који полазе од ње.
Друга река Меза, важна је за јужни део Низоземске, посебно за покрајину Лимбург и град Мастрихт, а каналима је повезана и са градовима у Белгији и јужној Низоземској (Ајндховен, Сертохенбос).
Саобраћај по вештачки насталом Зојдерском језеру и другим мањим вештачким језерима има мањи значај, али је стално у развоју, будући да се све више становништва насељава поред језера. Најбрже растући град у држави, Алмере, управо се налази на овом језеру.

## Гасоводи и нафтоводи
- Нафтовод: Дужина токова је 418 км.
- Гасовод: Дужина токова је 10.230 км.

## Ваздушни транспорт
Погледати: Аеродроми у Холандији
У Холандији постоји много авио-компанија, од којих је најпознатија КЛМ, у преводу Краљевско Ваздухопловно Друштво, једна од највећих на свету.
У држави постоји 32 званично уписана аеродрома са тврдом подлогом. Укупно 14 аеродрома има IATA код (IATA Airport Code) и, самим тим, међународни значај. Постоји и 5 аеродрома међународног значаја и то су:
- Аеродром „Схипхол“ у Амстердаму - AMS
- Међународни Аеродром „Ротердам“, некада познат и као „Флихвелд“, у Ротердаму - RTM
- Међународни Аеродром „Ајндховен“ у Ајдховену - EIN
- Међународни Аеродром „Елде“ у Хронингену - GRQ
- Међународни Аеродром „Мастрихт-Ахен“ у Мастрихту - MST

Највећи и најважнији аеродром у земљи је амстердамски Аеродром „Схипхол“, који се налази 11 km југозападно од града. Због свог изваредног положаја у Европи он је пети европски аеродром по промету. Ракође, Аеродром „Схипхол“ остварује више од половине авионског промета у самој Низоземској. Разлог томе је његов изванреан положај у средишту Рандстата, па иако је аеродром познат као аеродром града Амстердама, због малог растојања он обслужује и Ротердам, Хаг, Утрехт и Лајден. Сви ови градови налазе се на мање од 50 km од Схипхола и са њима је аеродром повезан сталним и честим везама. Схипхол има 3 терминала.
После њега најзначајнији је Аеродром Ајндховен.
У Холандији постоји и 4 хелиодрома.